# Сан-Каэтану (Кантаньеди)
Сан-Каэта́ну (порт. São Caetano) — район (фрегезия) в Португалии, входит в округ Коимбра. Является составной частью муниципалитета Кантаньеди. Находится в составе крупной городской агломерации Большая Коимбра. По старому административному делению входил в провинцию Бейра-Литорал. Входит в экономико-статистический субрегион Байшу-Мондегу, который входит в Центральный регион. Население составляет 938 человек на 2001 год. Занимает площадь 17,23 км².